# USA:s Grand Prix 1972
USA:s Grand Prix 1972 var det sista av tolv lopp ingående i formel 1-VM 1972.  

## Rapport
Emerson Fittipaldi och Lotus hade redan inför säsongens sista lopp säkrat sina världsmästerskapstitlar så loppet handlade mycket om placeringarna bakom i förar- och konstruktörsmästerskapet. Startfältet innehöll 31 bilar eftersom flera stall även tävlade med sina tredjebilar. Det kan nämnas att McLarens tredjebil kördes av en ung debutant från Sydafrika som hette Jody Scheckter. BRM ställde upp fyra bilar och det gjorde även Surtees, som dock hade lånat ut en bil till amerikanen Sam Posey. John Surtees själv lyckades dessutom kvalificera sig till loppet i stallets femtebil, men han startade inte i loppet. 
Jackie Stewart tog ledningen från pole position före Denny Hulme, Peter Revson och Carlos Reutemann. Clay Regazzoni körde på de båda senare, varför de fick köra in i depå för att laga sina bilar. Detta gjorde att Emerson Fittipaldi kunde ta tredjeplatsen, som han höll tills han fick en punktering under femte varvet, varefter Jody Scheckter tog över. François Cévert, som startat från andra raden, kom tillbaka starkt och passerade först Jody Scheckter och sedan även Denny Hulme, vilket resulterade i en dubbelseger för Tyrrell.

## Resultat
1. Jackie Stewart, Tyrrell-Ford, 9 poäng
2. François Cévert, Tyrrell-Ford, 6
3. Denny Hulme, McLaren-Ford, 4
4. Ronnie Peterson, March-Ford, 3
5. Jacky Ickx, Ferrari, 2
6. Mario Andretti, Ferrari, 1
7. Patrick Depailler, Tyrrell-Ford
8. Clay Regazzoni, Ferrari
9. Jody Scheckter, McLaren-Ford
10. Reine Wisell, Lotus-Ford
11. Graham Hill, Brabham-Ford
12. Sam Posey, Champcarr Inc. (Surtees-Ford)
13. Mike Beuttler, Clarke-Mordaunt-Guthrie (March-Ford)
14. Henri Pescarolo, Williams (March-Ford)
15. Chris Amon, Matra
16. Skip Barber, Gene Mason Racing (March-Ford)
17. Mike Hailwood, Surtees-Ford (varv 56, kollision)
18. Peter Revson, McLaren-Ford (54, elsystem)

### Förare som bröt loppet
- Niki Lauda, March-Ford (varv 49, för få varv)
- Carlos Pace, Williams (March-Ford) (48, bränslesystem)
- Peter Gethin, BRM (47, motor)
- Howden Ganley, BRM (44, motor)
- Dave Walker, Lotus-Ford (44, motor)
- Wilson Fittipaldi, Brabham-Ford (43, motor)
- Jean-Pierre Beltoise, BRM (40, tändning)
- Brian Redman, BRM (34, motor)
- Carlos Reutemann, Brabham-Ford (31, motor)
- Andrea de Adamich, Surtees-Ford (25, kollision)
- Tim Schenken, Surtees-Ford (22, upphängning)
- Emerson Fittipaldi, Lotus-Ford (17, upphängning)
- Derek Bell, Tecno (8, motor)

### Förare som ej startade
- John Surtees, Surtees-Ford (motor)